# Spleißbox
Eine Spleißbox oder Spleißverteiler ist ein Gehäuse, in dem mehradrige Glasfaserkabel beginnen oder enden. In ihr werden die einzelnen Glasfasern beziehungsweise Lichtwellenleiter aufgefächert.

## Aufbau

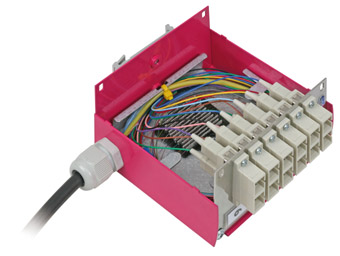
Spleißbox mit innenliegender Spleißkassette

Zentrale Bestandteile einer Spleißbox sind die Spleißkassette, die die Glasfaserkabel sowie deren Reserve aufnimmt, und die Frontplatte, in der sich unterschiedliche LWL-Steckverbinder befinden. An diese werden dann die Patchkabel zur Weiterleitung der Signale angeschlossen. Die Spleißkassette und die Frontplatte sind herausnehmbar, um das Anspleißen der Glasfasern an die Pigtails (einseitig mit LWL-Stecker konfektionierte Lichtwellenleiter) zu erleichtern.

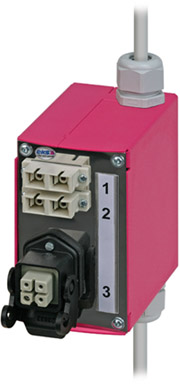
Hybrid Spleißbox, die sowohl Datenübertragung als auch Stromversorgung ermöglicht.

Um die Installation der Kabel zu erleichtern, integrieren neuere Spleißkassetten bereits Spleißkamm, Spleißablage, Kupplungen und Pigtails. Sogenannte Hybrid-Spleißboxen ermöglichen nicht nur die Datenübertragung über Kupferkabel (RJ45) oder LWL, sondern auch die Energieversorgung. Dies ist vor allem dann notwendig, wenn eine Spleißbox nicht in einem  Verteilerschrank, sondern an einer schwer zugänglichen Stelle im Innen- und Außenbereich installiert wird.